# ヘイムダル (小惑星)
ヘイムダル (3990 Heimdal) は小惑星帯に位置する小惑星。デンマークの天文学者ポール・イェンセンがブロルフェルド天文台 (Brorfelde Observatory) で発見した。
北欧神話の光の神、ヘイムダルに因んで命名された。